# Elżbieta Czyżewska

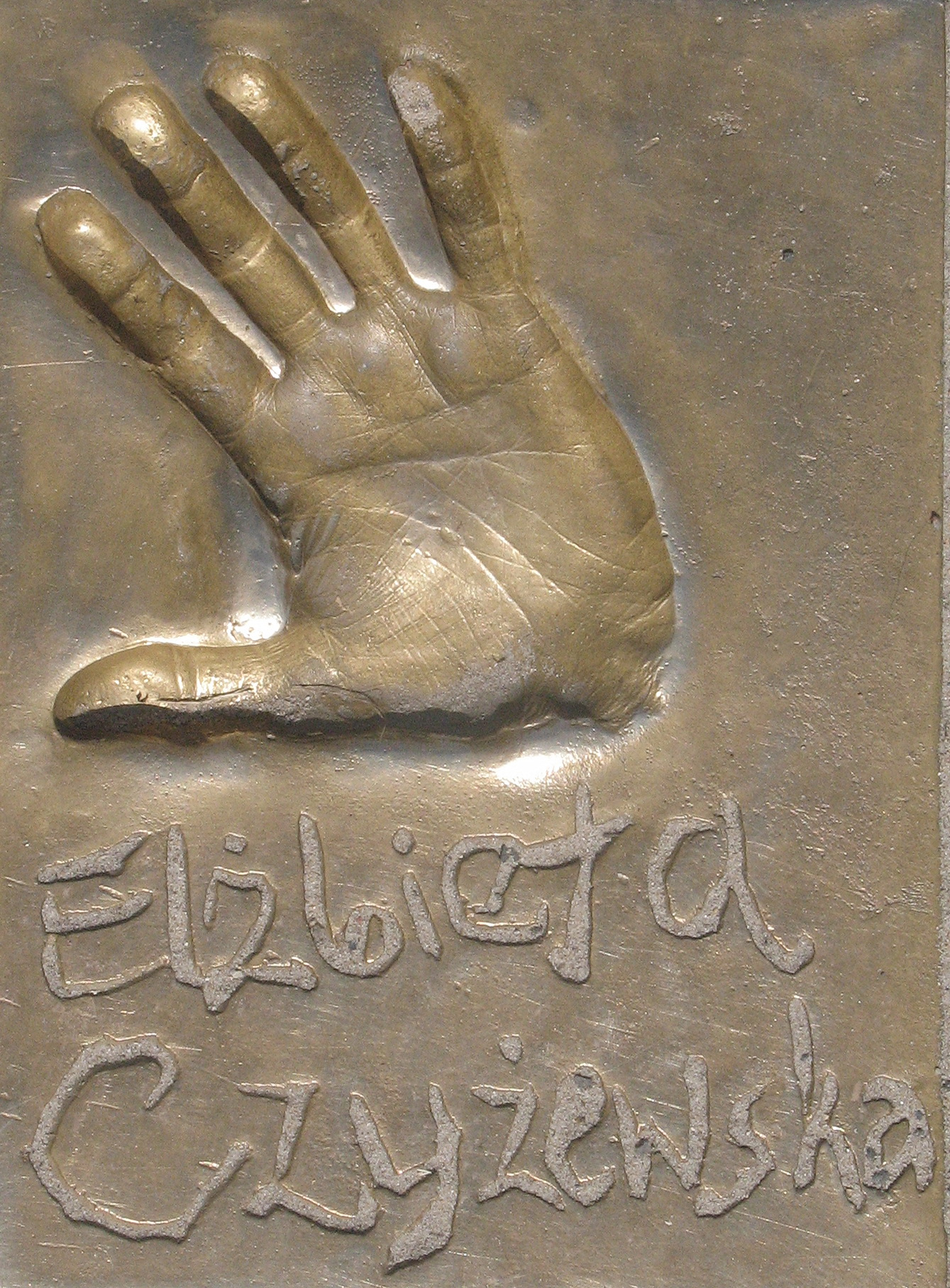
Odcisk dłoni i podpis E. Czyżewskiej w Alei Gwiazd w Międzyzdrojach

Elżbieta Justyna Czyżewska (ur. 14 kwietnia lub 14 maja 1938 w Warszawie, zm. 17 czerwca 2010 w Nowym Jorku) – polska aktorka filmowa i teatralna, od 1968 na emigracji w Stanach Zjednoczonych.

## Życiorys

### Wczesne lata
Była córką Jana Czyżewskiego i Jadwigi Gimpel, z zawodu krawcowej. Ojca straciła wcześnie (zginął podczas II wojny światowej). Miała siostrę, Krystynę. Dorastała na warszawskim Powiślu, a z powodu choroby alkoholowej matki część dzieciństwa spędziła również w domu dziecka w Konstancinie.
Za sprawą wychowawców z domu dziecka trafiła do Zespołu Pieśni i Tańca „Skolimów”, z którym wkrótce zadebiutowała na scenie. W czasach licealnych często uczestniczyła w akademiach szkolnych z uwagi na talent do recytacji. Uczęszczała również do kółka dramatycznego, które działało w Pałacu Kultury i Nauki; jednym z jej ówczesnych kolegów był Krzysztof Kowalewski.
W 1959 wyszła za reżysera Jerzego Skolimowskiego. W 1960 ukończyła Państwową Wyższą Szkołę Teatralną w Warszawie. Janusz Głowacki, z którym aktorka była na jednym roku, wspominał, że już wtedy Czyżewska wyróżniała się szczególnym talentem. W trakcie drugiego roku studiów dołączyła do Studenckiego Teatru Satyryków. Była pierwszą wykonawczynią piosenki „Kochankowie z ulicy Kamiennej” (ze spektaklu Bal maskowy), która uważana jest za hymn liryczny STS-u.

### Kariera teatralna i filmowa
Po pierwszym roku studiów podczas wakacji przebywała z koleżankami ze szkoły teatralnej na Mazurach, gdzie zadebiutowała przed kamerą, grając w dokumencie Jana Łomnickiego, Warszawa Główna dziewczynę czekającą na peronie . Na scenie zadebiutowała w 1958 rolą córki Illa w Wizycie starszej pani w reżyserii Ludwika René. W latach 1961–1966 była na stałe związana z warszawskim Teatrem Dramatycznym. Do 1961 zagrała Daisy w Nosorożcu w reż. Wandy Laskowskiej, rzeźbiarkę Alicję w Uczcie morderców w reż. Wydrzyńskiego, czarownicę w Makbecie, Zinę w Czasie miłości i Kuburri w sztuce Anioł zstąpił do Babilonu Friedricha Dürrenmatta, poza tym wystąpiła jako Ona w jednoaktówce Zbigniewa Herberta Drugi pokój oraz grała w cyklicznej audycji On i Ona w duecie z Bogumiłem Kobielą. W 1962 za rolę Soni w Płatonowie otrzymała nagrodę II stopnia na Festiwalu Sztuk Rosyjskich i Radzieckich w Katowicach. Współpracowała z Ludwikiem René przy sztuce Don Juan (1964), w której grała Mirandę, i przy Po upadku według autobiograficznego tekstu Arthura Millera, gdzie wcieliła się w postać Maggie (rola była pastiszem Marilyn Monroe). Na premierze sztuki obecny był sam Miller, który – wracając ze Związku Radzieckiego – wstąpił do Warszawy, aby obejrzeć sztukę, a po przedstawieniu gratulował Czyżewskiej. Do aktorki przylgnął wówczas przydomek „polskiej Marilyn Monroe”.
W filmie zadebiutowała epizodem w Cafe „Pod Minogą” (1959). Następnie zagrała postać Renaty w filmie Stanisława Barei Mąż swojej żony (1960), w którym jej postać uwodzi Józka (Wiesław Gołas). W 1961 wystąpiła jako porucznik Listek w filmie psychologicznym Tadeusza Konwickiego Zaduszki, Dorota w Złocie Wojciecha Jerzego Hasa oraz Monika w Zuzannie i chłopcach. Kontynuowała także współpracę z Bareją, realizując komedię Żona dla Australijczyka (1963) i Małżeństwo z rozsądku (1966).
W 1962 zagrała akrobatkę Teresę Kwaśniakówną w filmie Stanisława Jędryki Dom bez okien, a na potrzeby roli odbyła kilkutygodniowy trening sztuki cyrkowej. W tym samym roku wystąpiła jako Krystyna w Dziewczynie z dobrego domu i Ania, pierwszoplanowa bohaterka Godziny pąsowej róży. Po głównych rolach w komediach wojennych: Giuseppe w Warszawie (1964), w której pojawiła się jako działaczka antyniemieckiego podziemia w Warszawie gromadząca broń dla partyzantów, i w Gdzie jest generał... (1963), gdzie wystąpiła jako obowiązkowa i energiczna radziecka służbistka Marusia kierująca ruchem ciężarówek pod Berlinem i przed poważną bitwą postanawia przypilnować piwnicy z winem, Czyżewska stała się jedną z najpopularniejszych aktorek w PRL-u. Występowała w filmie, telewizji i teatrze. Uważana wówczas za „królową polskich komedii”, miała na koncie również znaczące role dramatyczne, dzięki którym zdobyła uznanie krytyków i często była przez nich nazywana „Cybulskim w spódnicy”. U Kazimierza Kutza w Milczeniu (1963) zagrała pielęgniarkę Kazię, która jako jedyna potrafiła się przeciwstawić presji środowiska małomiasteczkowego. Pierwszy dzień wolności (1964) Aleksandra Forda, gdzie zagrała młodą Niemkę, Luzzi Rhode. U Wojciecha Jerzego Hasa wystąpiła w jego najsłynniejszym obrazie, Rękopisie znalezionym w Saragossie (1964), gdzie wcieliła się w postać Frasquetti Salero. Występowała również w filmach Jerzego Skolimowskiego - zagrała w Rysopisie (1964), gdzie wcielała się w trzy różne postacie (Teresę, Barbarę i Leszczycę) i w Walkowerze (1965), gdzie pojawiła się w epizodycznej roli dziewczyny na dworcu.
W 1964 prowadziła 4. Międzynarodowy Festiwal Piosenki w Sopocie razem z Lucjanem Kydryńskim, z którym wdała się w romans.

### Ofiara marca 1968
W połowie lat 60. XX w. do Polski przyjechał korespondent „New York Timesa” David Halberstam (1934-2007), który był wówczas laureatem Pulitzera za artykuł potępiający elitę rządzącą Wietnamem Południowym, kraju – wówczas popieranego przez USA – toczącego krwawą wojnę z komunistycznym Wietnamem Północnym. Publicysta szybko zaskarbił sobie sympatię warszawskiej bohemy artystycznej, budził też zainteresowanie, gdyż był zza „żelaznej kurtyny”. Dziennikarz oczarował Czyżewską, z którą po raz pierwszy spotkał się po premierze sztuki Po upadku. Pobrali się 13 czerwca 1965, zaledwie cztery miesiące po pierwszym spotkaniu. Aktorka tego samego dnia otrzymała Złotą Maskę dla najpopularniejszej aktorki telewizyjnej. Straciła przychylność władz w 1967 po tym, jak Halberstam w „New York Timesie” opublikował artykuł krytykujący Władysława Gomułkę, przez co stał się persona non grata w Polsce i został zmuszony do wyjazdu z kraju. Czyżewska postanowiła zostać w kraju, jednak po wydarzeniach marca 1968 i presji władzy była publicznie krytykowana przez władze. 22 kwietnia 1968 opuściła kraj. 
16 grudnia 1968 wróciła do Polski na zaproszenie Andrzeja Wajdy, aby zagrać w filmie Wszystko na sprzedaż. Jej powrót był niemile widziany przez władze, które inspirowały protestacyjne „listy otwarte” do reżysera, jednak ten nie ugiął się i Czyżewska wystąpiła w filmie jako Ela, żona Aktora (w domyśle Zbigniewa Cybulskiego, który zginął tragicznie w 1967). Była też krytykowana w prasie; w tygodniku „Walka Młodych” ukazał się artykuł, w którym napisano: „Powstaje pytanie, dlaczego nasza wybitna, polska przecież aktorka, zdradza nasze żywotne, polskie interesy? Czyżby tak ją otumanił zielony kolor amerykańskich banknotów? Jak można nazwać taką kobietę? Aktorkę, która wszystko zawdzięcza Polsce Ludowej, a która tak niegodnie obraża nas wszystkich, Naród polski”. Opuściła kraj jeszcze przed premierą filmu, a gdy pojawiła się na Okęciu, poddano ją rewizji osobistej, która według świadków tego zdarzenia (Jerzego Karaszkiewicza i Janusza Głowackiego) miała na celu upokorzyć aktorkę. 
Z racji swego związku z Dawidem Halberstamem znalazła się w zainteresowaniu Służby Bezpieczeństwa i była rozpracowywana w ramach Sprawy Operacyjnego Rozpracowania o kryptonimie „Lewy”. SB nadała jej pseudonim „Bulwa”. Dokumenty z jej inwigilacji zachowały się w Archiwum Instytutu Pamięci Narodowej pod sygnaturą AIPN 01178/224/CD/2.

### Emigracja
Po opuszczeniu Polski zamieszkała z mężem w Nowym Jorku na 48. ulicy na Manhattanie. Na emigracji brała udział w wielu castingach filmowych, jednak barierą był jej wyraźny wschodni akcent. Od czasu do czasu pojawiała się jednak na małym i dużym ekranie w niewielkich rolach charakterystycznych, m.in. zagrała pokojówkę w filmie Roberta Downeya Sr. Putney Swope (1969) i Simoczkę w filmie Aleksandra Forda Krąg pierwszy (1971). 
Skupiła się także na rolach w teatrze, tzw. Off-Broadwayu. W 1974 zagrała w przedstawieniu Biesy Dostojewskiego w reżyserii Andrzeja Wajdy w teatrze Yale Repertory Theatre. Na scenie grała u boku młodej Meryl Streep, która – zafascynowana grą Polki – poprosiła ją o lekcje; zdobyte umiejętności i wyuczony polski akcent pomogły Streep w budowaniu tytułowej roli w Wyborze Zofii, za którą otrzymała Oscara.
W 1975 rozpadło się jej małżeństwo z Davidem Halberstamem. Jeszcze przed kryzysem w małżeństwie popadła w uzależnienie od alkoholu, miała także problemy finansowe. Występowała w małych, podrzędnych teatrach i pracowała jako dublerka.
Po „odwilży” sierpnia 1980 odwiedziła Polskę i wystąpiła w Debiutantce Barbary Sass oraz w Limuzynie Daimler-Benz Filipa Bajona. W 1982 wystąpiła w Odwecie Tomasza Zygadły.

### Spotkanie z Joanną Pacułą
W 1982 poznała Joannę Pacułę, która poprosiła ją o schronienie w jej domu w Nowym Jorku. Pomagała młodej aktorce zarówno finansowo, jak i wspomagała ją w karierze, m.in. umawiała na castingi czy przedstawiała ludziom z branży. W niedługim czasie Pacuła dostała rolę w Parku Gorkiego (1984), za którą otrzymała nominację do Złotego Globu. Przyjaźń Czyżewskiej i Pacuły zakończyła się awanturą, po której Pacuła wyjechała do Los Angeles. Obie aktorki nie kontaktowały się więcej i nie chciały odpowiadać na pytania o siebie nawzajem. W 1987 Agnieszka Holland i Jerzy Bogajewicz zrealizowali film Anna, który inspirowany był relacją Czyżewskiej i Pacuły. Czyżewska miała zagrać tytułową rolę w tej produkcji, jednak nieporozumienia z twórcami wymusiły rezygnację aktorki. W tytułowej roli wystąpiła Sally Kirkland, która za swój występ w filmie dostała Złoty Glob i nominację do Oscara.

### Późniejsze życie
W 1987 zagrała Marię, kierowniczkę prowincjonalnego kina w filmie Piotra Łazarkiewicza Kocham kino, a za swój występ dostała nagrodę aktorską na Festiwalu Młode Kino Polskie w Gdańsku. Następnie pojawiła się w obrazach Stracone lata Sidneya Lumeta i Niewłaściwe miejsce, w którym wystąpiła w swojej pierwszej roli pierwszoplanowej w filmie od przyjazdu do Ameryki. Pod koniec lat 80. zwalczyła nałóg alkoholowy. W 1990 zagrała w filmie Pozytywka Costy-Gavrasa i w epizodycznej roli w Sprzedawcy cadillaków Rogera Donaldsona. W następnym roku zagrała epizod w filmie Pocałunek przed śmiercią.
Kontynuowała również karierę teatralną. W 1990 została nagrodzona nagrodą Obie za rolę w sztuce Crowbar Maca Wellmana. W tym samym roku z Olkiem Krupą występowała z powodzeniem w sztuce Polowanie na karaluchy Janusza Głowackiego, z którym miał także łączyć ją romans. Prapremiera sztuki odbyła się w Woodstock. Sztuka cieszyła się popularnością i została przeniesiona na Broadway. Jednak reżyser broadwayowskiej wersji, Arthur Penn, główną rolę powierzył aktorce Dianne Wiest. W 1992 wystąpiła w kolejnej sztuce Głowackiego, Antygona w Nowym Jorku, w której wcielała się w postać tytułową. Występowała w When We Dead Awaken Ibsena w American Repertory Theater. Zagrała także w Big Potato Arthura Laurentsa na scenie Doris Duke Theater. W 1994 wystąpiła w filmie Szczur Jana Łomnickiego. W tym samym roku wróciła na scenę Teatru Dramatycznego, grając Louisę w Szóstym stopniu oddalenia w reż. Piotra Cieślaka. Jej występ został jednak chłodno przyjęty przez krytyków i publiczność, dlatego teatr zakończył z nią współpracę wraz z końcem sezonu. Rozczarowana sytuacją, wróciła do Nowego Jorku.
W 1996 wystąpiła u boku Jeanne Moreau w komedii I Love You, I Love You Not. W 1997 zasiadła w Jury Konkursu Głównego 22. Festiwalu Polskich Filmów Fabularnych w Gdyni. W 1999 wystąpiła jako seksuolożka, dr Shapiro, w jednym z odcinków serialu Seks w wielkim mieście. Rok później wystąpiła w odcinku serialu Brygada ratunkowa.

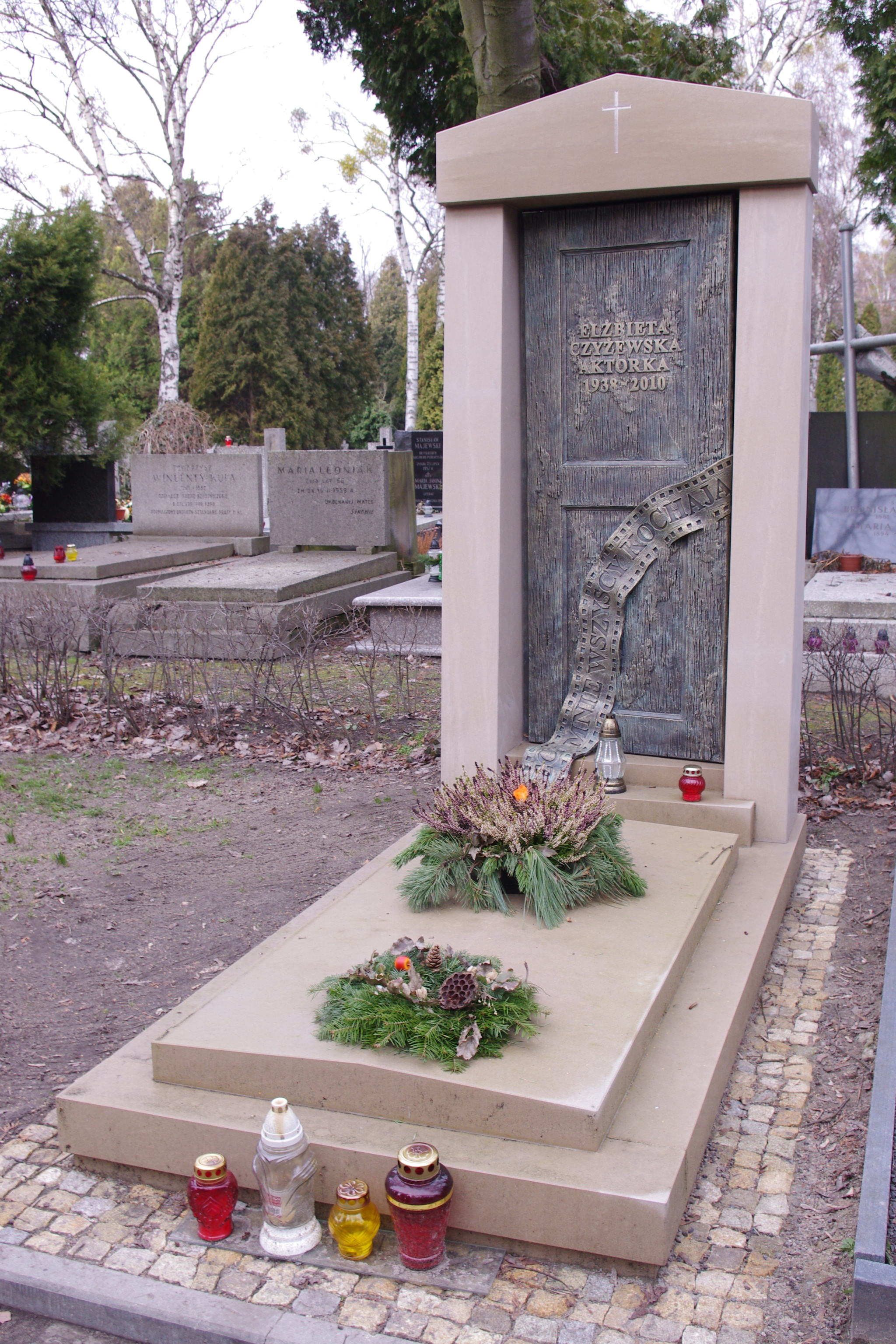
Grób Elżbiety Czyżewskiej na warszawskim Cmentarzu Komunalnym d. Wojskowym na Powązkach

W 2003 odcisnęła dłoń na Promenadzie Gwiazd w Międzyzdrojach oraz zagrała w jednym z odcinków serialu Prawo i porządek: Zbrodniczy zamiar. 10 lipca 2004 gwiazda 240371 Crux w konstelacji Krzyż Południa, została nazwana jej imieniem. W 2004 grała w sztuce Hedda Gabler w New Theatre Workshop. W 2005 został zrealizowany przegląd filmów Czyżewskiej podczas I Nowojorskiego Festiwalu Filmów Polskich, aktorka została odznaczona także Krzyżem za zasługi kulturalne w Polskim Konsulacie Generalnym w Nowym Jorku. W 2006 pojawiła się w roli nieznajomej z Nowego Orleanu w filmie Samotność w sieci. W 2006 grała w sztuce Darkling w The 13th Street Theater. W czerwcu 2007 grała rolę w tej sztuce, wystawianą w Teatrze im. Aleksandra Fredry w Gnieźnie.
W 2007 zmarła siostra Czyżewskiej, Krystyna. W tym samym roku w wypadku samochodowym zginął Halberstam. Czyżewska przeżyła obie śmierci głęboko i popadła w depresję.
Przed śmiercią gościnnie wystąpiła w jednym z odcinków serialu Układy.

### Śmierć
Zmarła 17 czerwca 2010 w nowojorskim szpitalu New York Presbyterian Hospital na Manhattanie. Chorowała na raka przełyku, który miał przerzuty do pnia mózgu. Była nałogową palaczką, zawsze miała przy sobie papierośnicę i zapalniczkę, co było nieodłącznym elementem jej wizerunku. Czyżewską po śmierci wspomniał „New York Times”, nazywając ją w artykule „królową bez kraju”. Aktorkę pożegnali także aktorzy z Actors Studio.
Pogrzeb aktorki odbył się 18 października 2010 w Warszawie. Została pochowana na Cmentarzu Wojskowym na Powązkach w Warszawie (kwatera 30A-tuje-18). W ostatniej drodze towarzyszyli jej m.in. Daniel Olbrychski, Janusz Głowacki, Ewa Maria Morelle, Andrzej Mitan, Joanna Szczepkowska i Paweł Potoroczyn.
Była inspiracją do jednoaktówki Elżbieta Erased, będącej częścią spektaklu Trzy przypadki wygnania. W 2015 do kin trafił film dokumentalny o Elżbiecie Czyżewskiej pt. Aktorka, w reżyserii Kingi Dębskiej i Marii Konwickiej. W serialu biograficznym Osiecka zagrała ją Barbara Garstka.

## Filmy fabularne
- 1959: Cafe „Pod Minogą”[63][64], Internetowa Baza Filmu Polskiego[3]
- 1960: Mąż swojej żony jako Renata, córka profesora Trębskiego
- 1961: Zuzanna i chłopcy jako Monika
- 1961: Złoto jako Dorota
- 1961: Zaduszki jako porucznik „Listek”
- 1962: Dziewczyna z dobrego domu jako Krystyna, dziewczyna Tadeusza
- 1962: Dom bez okien jako akrobatka Teresa Kwaśnikówna
- 1962: Pistolet typu „Walter P-38” jako kelnerka
- 1963: Żona dla Australijczyka jako Hanka Rębowska, członkini „Mazowsza”
- 1963: Pasażerka jako więźniarka (niewymieniona w czołówce)
- 1963: Milczenie jako pielęgniarka Kazia
- 1963: Godzina pąsowej róży jako Ania
- 1963: Gdzie jest generał... jako Marusia
- 1964: Rysopis jako Teresa / Barbara / Żona Leszczyca
- 1964: Rękopis znaleziony w Saragossie jako zalotna Frasquetta Salero
- 1964: Przerwany lot jako Urszula
- 1964: Pierwszy dzień wolności jako Luzzi Rhode, siostra Ingi
- 1964: Obok prawdy jako Magda, córka Bartoszka
- 1964: Giuseppe w Warszawie jako Maria
- 1965: Święta wojna jako Gabrysia
- 1965: Walkower jako dziewczyna na dworcu
- 1965: Niekochana jako Noemi
- 1965: Dzień ostatni, dzień pierwszy
- 1966: Małżeństwo z rozsądku jako Joanna
- 1968: Wszystko na sprzedaż jako Ela, żona aktora
- 1969: Putney Swope jako Pokojówka Putneya
- 1973: Krąg pierwszy (The First Circle) jako Simoczka
- 1981: Limuzyna Daimler-Benz jako Franciszka Felińska, żona Maksa
- 1981: Debiutantka jako Maria, asystentka i kochanka Jerzego
- 1982: Odwet jako Adzia Świdrycka
- 1987: Kocham kino jako Maria Borkowska, matka Pawła
- 1988: Stracone lata (Running on Empty) jako członek jury
- 1989: Pozytywka (Music Box) jako Melinda Kalman, świadek na procesie Laszla
- 1989: Niewłaściwe miejsce (Misplaced) jako Halina Nowak
- 1989: Przykra niespodzianka (Rude Awakening) jako Enna
- 1990: Sprzedawca cadillaków (Cadillac Man) jako żona Rosjanina
- 1991: Pocałunek przed śmiercią (A Kiss Before Dying) jako Landlady
- 1994: Szczur jako Małpka
- 1996: I Love You, I Love You Not jako Dora
- 1996: Charms Zwischenfälle
- 1998: O.K. Garage jako pani Hummel
- 1999: Już nadchodzi (Coming Soon) jako doktor Luft
- 2000: Hunters in the Snow
- 2006: Samotność w sieci jako nieznajoma w Nowym Orleanie
- 2006: Happiness jako Iwona
- 2007: June Weddings jako Sonja
- 2009: Głodne duchy (The Hungry Ghosts) jako pani Dunleavy

## Seriale telewizyjne
- 1965: Kapitan Sowa na tropie jako Józefina Urszula Czerska z d. Grzesik
- 1966: Klub profesora Tutki jako dziewczyna z Alp
- 1999: Seks w wielkim mieście[65] jako dr Guinevere Shapiro (instruktorka seksu[66][67]
- 2000: Brygada ratunkowa (Third Watch) jako Katrina
- 2003: Prawo i porządek: Zbrodniczy zamiar[68] jako matka Katji
- 2010: Układy (Damages) jako niemiła Rosjanka

## Nagrody
- 1962 – Nagroda (nagroda II stopnia za rolę Soni w Płatonowie w Teatrze Dramatycznym w Warszawie na Festiwalu Sztuk Rosyjskich i Radzieckich w Katowicach)[3]
- 1963 – Nagroda (Srebrna Maska w plebiscycie „Expressu Wieczornego” na najpopularniejszych aktorów telewizyjnych)
- 1964 – Nagroda (Srebrna Maska w plebiscycie „Expressu Wieczornego” na najpopularniejszych aktorów telewizyjnych)
- 1965 – Nagroda (Złota Maska w plebiscycie „Expressu Wieczornego” na najpopularniejszych aktorów telewizyjnych)
- 1988 – Nagroda (nagroda SFP na V Festiwalu „Młode Kino Polskie”)
- 1990 – Nagroda Obie dla najlepszej aktorki za rolę w sztuce Crowbar
- 2003 – Odcisk dłoni aktorki:Promenada Gwiazd w Międzyzdrojach